# Florin Cîrstea
Florin Cîrstea (n. 13 septembrie 1972, București, România) a fost un fotbalist român. A jucat ca atacant. Produs al lui Progresul București, primul său antrenor fiind Aurel Măndoiu. De altfel la această echipă a și debutat în Divizia A (la meciul de la 11.09.1992 Oțelul Galați - Progresul București 1-0), continuând să joace la ea și după ce și-a schimbat numele în FC Național. Apoi au urmat în țară Universitatea Craiova și Rapid București, iar în străinătate Apollon Limassol. Are un frate mai mare, Gheorghe Cîrstea care a fost fundaș central, în principal la Rapid București.